# Strålesystem
Et strålesystem består af radiale striber af fine fragtmenter fra et nedslagskrater. Strålerne kan have en længde på mange gange kraterets diameter, og er ofte ledsaget af andre mindre kratere lavet af større stykker fragtmenter fra hovedkrateret. Strålesystemer er fundet på Månen, Merkur og nogle måner til de ydre planeter. Man troede først at strålesystemer kun eksisterede på måner og planeter uden atmosfære, men for nylig er der blevet fundet strålesystemer på Mars i infrarøde billeder taget af Mars Odysseys termiske kamera.
Strålerne fremstår ved synlige og nogle gange infrarøde bølgelængder, når fragtmenterne er lavet af materialer med forskellig refleksivitet eller termiske egenskaber i forhold til den overflade som det er faldet på. Synlige stråler har typisk en højere refleksivitet end den omgivende overflade. Sjældnere kan et nedslag udgrave lav refleksivitets materiale, for eksempel basaltisk-lava aflejringer på månehavene. Termiske stråler som set på Mars er specielt synlige om natten når skråninger og skygger ikke forstyrrer den infrarøde energi som udstråler fra Mars' overflade.
Lagdelingen af stråler over andre overfladeegenskaber kan være brugbare som indikatorer for den relative alder af nedslagskrateret, da strålerne langsomt bliver nedbrudt af forskellige processer. På himmellegemer uden atmosfære så som Månen, forårsager rum-forvitring på grund af kosmisk stråling og mikrometeoroider en jævn reduktion af forskellen mellem fragtmenternes og det underliggende materiales refleksivitet. Specielt mikrometeoroider forårsager en glasagtig smeltning af regolithen som sænker refleksiviteten. Strålerne kan også blive tildækket af lavastrømme, eller andre nedslagskratere eller udfald.

## Månens strålesystemer
Månens strålesystemers oprindelse har igennem historien været et emne for spekulation. Tidligere hypoteser foreslog at strålesystemerne var aflejringer af salt fra fordampet vand. Senere troede man at det var aflejringer af vulkansk aske eller striber af støv. Da det blev accepteret at månekraterne var produkter af nedslag, foreslog Eugene Shoemaker i løbet af 1960erne at strålesystemerne var produkter af fragmenterede stykker fra nedslagskraterne.
Nyere studier antyder at den relative refleksivitet af et månestrålesystem ikke altid er en sikker indikator for alderen af strålesystemet. I stedet afhænger refleksiviteten også af indholdet af jernoxid (FeO). Lavere indhold af FeO resulterer i materialer med større refleksivitet, så sådanne strålesystemer kan bibeholde deres høje refleksivitet over længere perioder. Derfor skal kompositionen af strålesystemets materiale medregnes når man analyserer et strålesystems refleksivitet for at bestemme dets alder.
Blandt månekratere med fremtrædende strålesystemer på Månens forside er Aristarchus, Copernicus, Kepler, Proclus, og Tycho. Lignende strålesystemer forekommer også på Månens bagside, så som strålesystemerne udgående fra kraterne Giordano Bruno og Ohm.